# Gejser

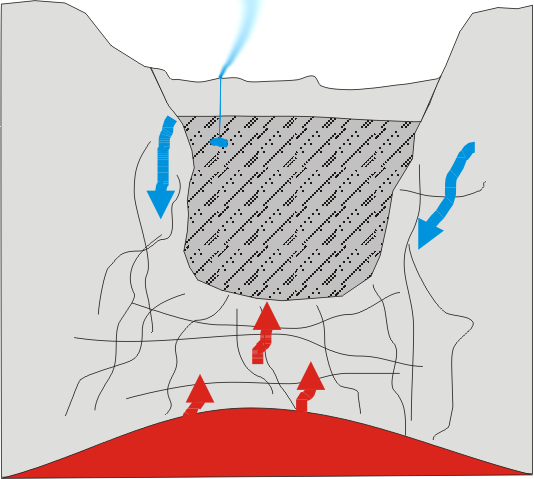
Schematisk bild av en gejser. Berget i brottzonen (i centrum) släpper igenom värme som hettar upp vatten i en hålighet nära ytan.

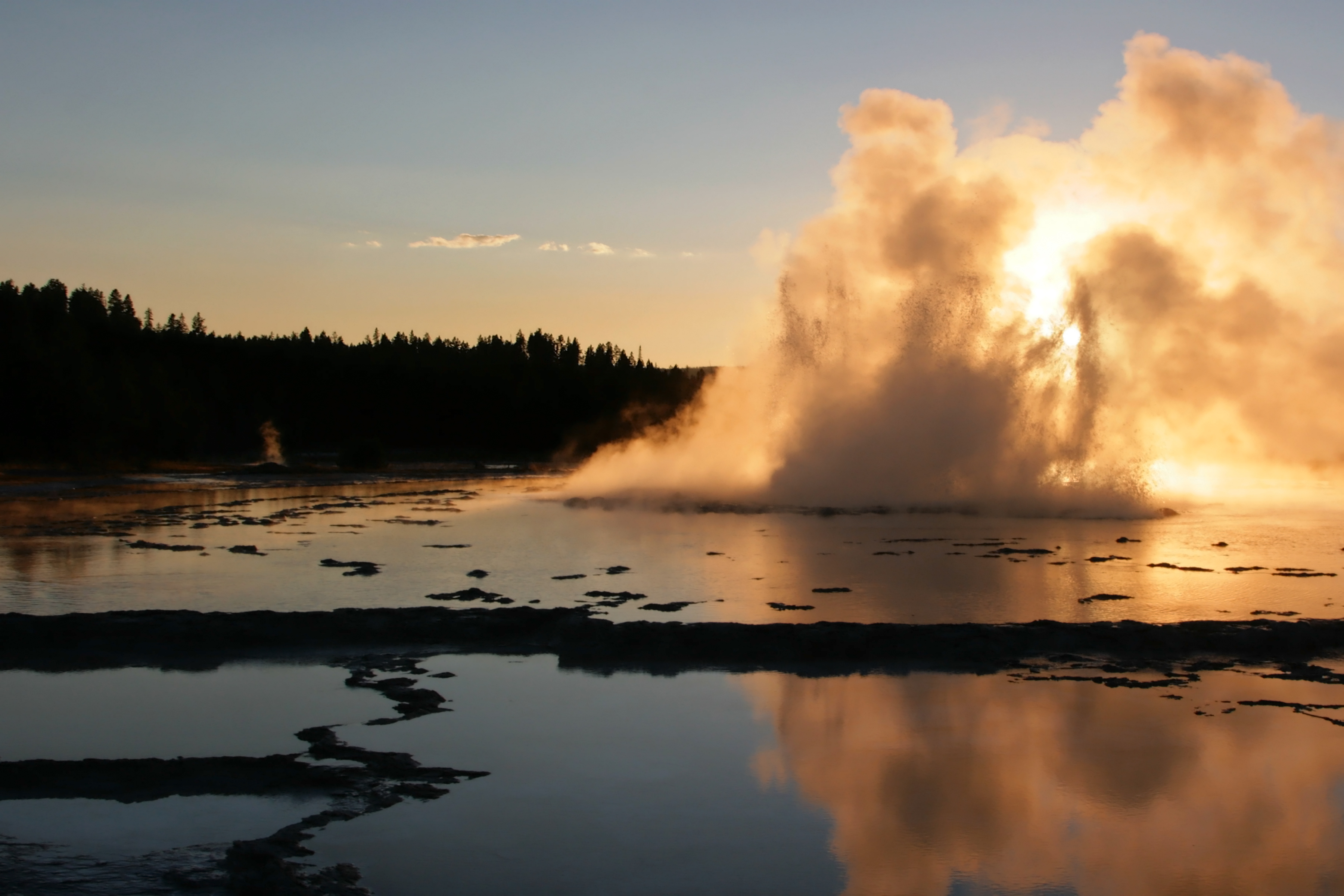
Great Fountain Geyser i Yellowstone nationalpark.

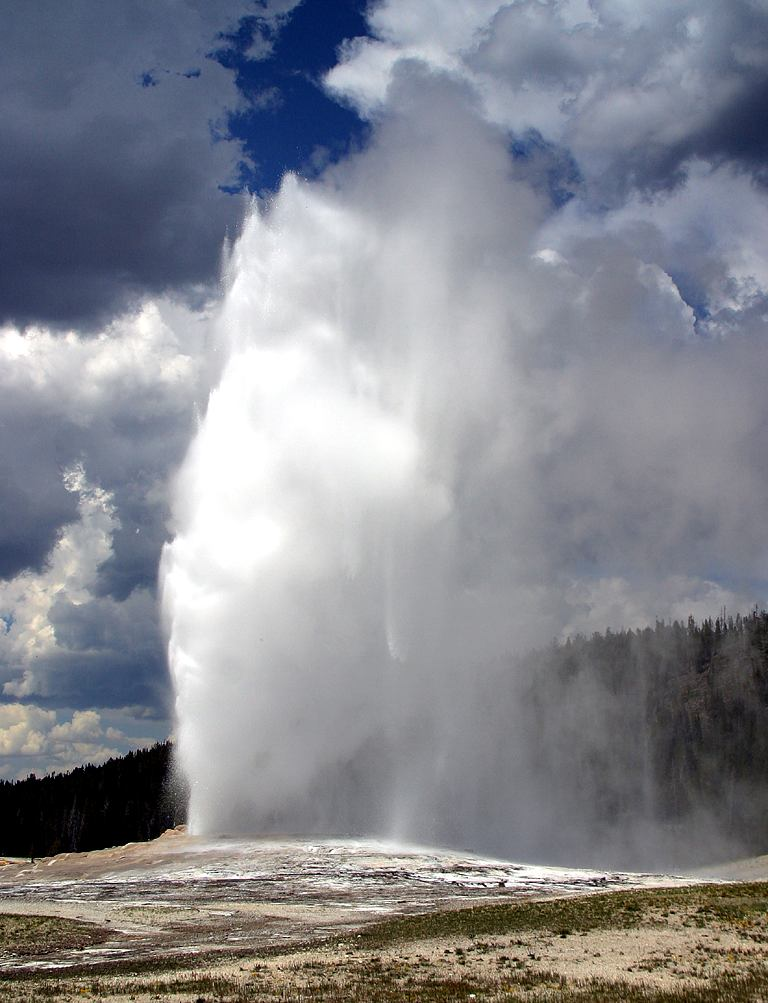
Old Faithful i Yellowstone nationalpark.

Gejser (från isländska källan Geysir, "den framvällande") är en het källa som regelbundet kastar upp en fontän av kokande vatten och vattenånga.
Den yttersta jordskorpan har så god isoleringsförmåga, att man normalt inte märker av den hetta som råder i jordens innandöme, förutsatt att man inte befinner sig i närheten av en aktiv vulkan eller vid en het källa. När vattnet långt ner i hålrummen i berggrunden har nått kokpunkten förångas det och slungas upp. De hydrologiska förutsättningar som krävs för att en gejser ska uppstå är ovanliga och finns endast på ett litet antal platser på jorden.
Den tyske forskaren Robert Wilhelm Bunsen var den förste som vetenskapligt studerade en gejser. Det skedde på Island 1846 och den gejser han studerade hette just Geysir. Den har därför fått ge namn åt fenomenet med aktiva hetvattenfontäner.
Förutom på Island finns områden med gejsrar även i Yellowstone nationalpark i USA, på Nya Zeelands nordö, på Kamtjatka samt i Chile. Enstaka gejsrar finns även på andra håll. Närmare hälften av världens gejsrar finns i Yellowstone-området. I takt med att de geologiska förutsättningarna förändras kan aktiviteten i en gejser långsamt öka eller avta.
Steamboat Geyser i Yellowstone nationalpark i USA, är för närvarande världens kraftfullaste gejser. Vid kraftiga eruptioner kan den spruta vatten upp till 90 meters höjd. En av världens mest regelbundna gejsrar är Old Faithful i Yellowstone nationalpark, som har ett utbrott ungefär var 91:a minut och kastar 20 000 liter kokande vatten 45 meter upp i luften.

## Gejsereruption
En aktiv gejser (Gejsern Strokkur på Island)

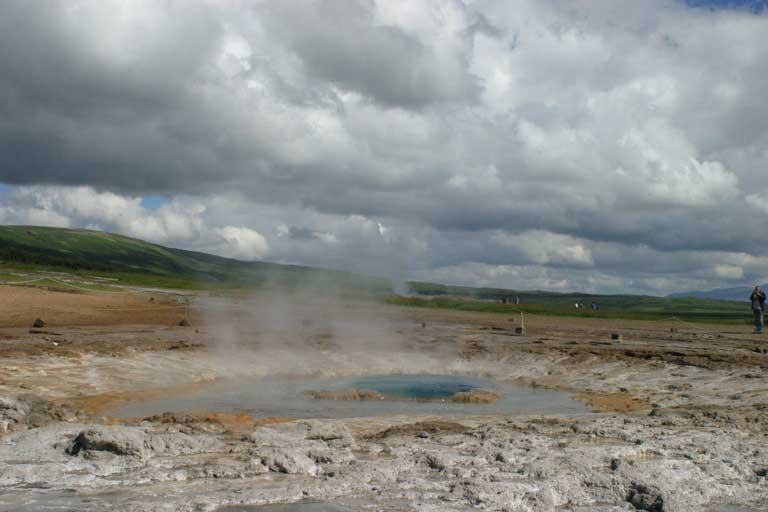
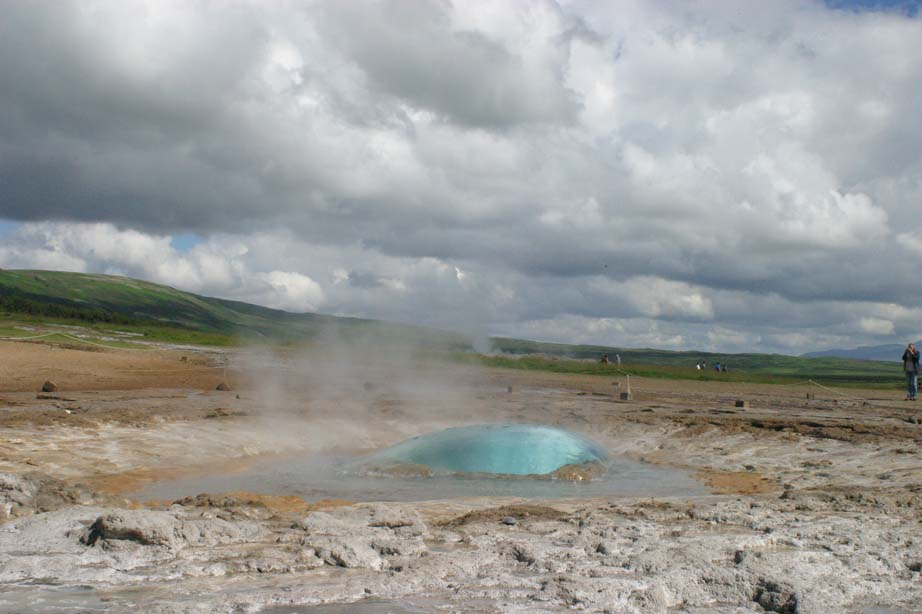
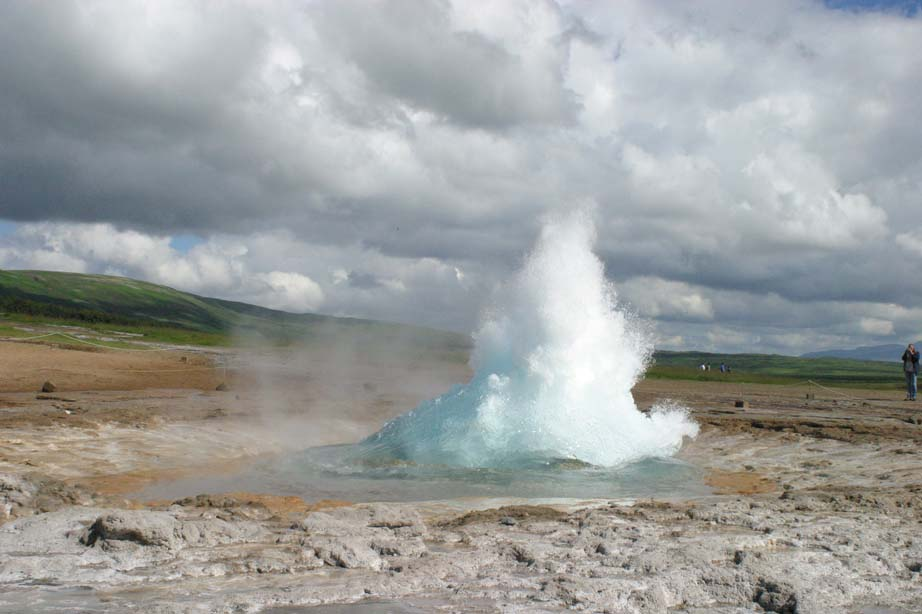
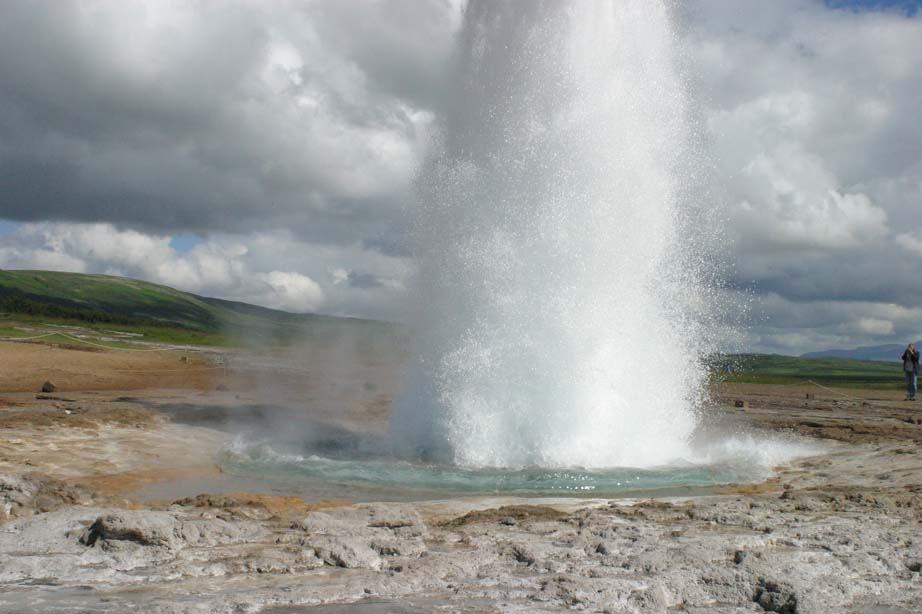